# Bahinemo jezik
Bahinemo jezik (ISO 639-3: bjh; bahenemo, gahom, inaru, wogu, yigai), papuanski jezik sepičke porodice kojim govori oko 550 ljudi (1998 NTM) u četiri sela južno od rijeke Sepik, provincija East Sepik, Papua Nova Gvineja.
Klasificira se bahinemskoj podskupini koju čini s još 6 drugih jezika. U upotrebi je i tok pisin [tpi].

## Vanjske poveznice
- Ethnologue (14th)
- Ethnologue (15th)